# CAF Cup 2001
Der CAF Cup 2001 war die 10. Spielzeit des drittwichtigsten afrikanischen Wettbewerbs für Vereinsmannschaften im Fußball unter dieser Bezeichnung. Die Saison begann mit der ersten Runde am 31. März 2001 und endete mit den Finalspielen im November 2001. Titelverteidiger war der algerische Verein JS Kabylie.
Sieger wurde zum zweiten Mal in Folge JS Kabylie aus Algerien, die sich im Finale nach einem Gesamtergebnis von 2:2 aufgrund der Auswärtstorregel gegen Étoile Sportive du Sahel durchsetzen konnten.

## Erste Runde
Die Hinspiele wurden vom 31. März bis zum 8. April, die Rückspiele vom 13. bis zum 15. April 2001 ausgetragen.
|                          | Gesamt    |                                   | Hinspiel | Rückspiel |
| ------------------------ | --------- | --------------------------------- | -------- | --------- |
| Manchester Congo Mouilla | 2:4       | Atlético Sport Aviação            | 1:0      | 1:4       |
| Almahalla SC             | 2:3       | ASEC Ndiambour                    | 2:1      | 0:2       |
| MO Constantine           | 3:1       | Al-Merreikh Al-Thagher            | 1:0      | 2:1       |
| Katsina United FC        | 1 w/o 1   | Simba FC                          | —        | —         |
| Ajax Cape Town           | 3:1       | Kampala Capital City Authority FC | 2:0      | 1:1       |
| SM Sanga Balende         | 1 w/o 2   | Deportivo Mongomo                 | 3:0      | —         |
| FC Jirama Antsirabe      | 2:6       | Ferroviário Maputo                | 0:3      | 2:3       |
| Zanaco FC                | (a)1:1(a) | Green Mamba FC                    | 1:1      | 0:0       |
| Mtibwa Sugar FC          | (a)2:2(a) | Ethio Electric SC                 | 2:1      | 0:1       |
| Oserian Fastac FC        | 5:2       | Arabica FC Kirundo                | 2:1      | 3:1       |
| FC 105 Libreville        | 3:4       | Cotonsport Garoua                 | 3:2      | 0:2       |
| JS Kabylie               | 1 bye 3   |                                   | —        | —         |
| AshantiGold SC           | 1 bye 3   |                                   | —        | —         |
| Africa Sports National   | 1 bye 3   |                                   | —        | —         |
| Wydad Casablanca         | 1 bye 3   |                                   | —        | —         |
| Étoile Sportive du Sahel | 1 bye 3   |                                   | —        | —         |

Anmerkungen

## Zweite Runde
Die Hinspiele wurden vom 11. bis zum 15. Mai, die Rückspiele vom 26. bis zum 27. Mai 2001 ausgetragen.
|                          | Gesamt          |                        | Hinspiel | Rückspiel |
| ------------------------ | --------------- | ---------------------- | -------- | --------- |
| AshantiGold SC           | 3:2             | Atlético Sport Aviação | 1:0      | 2:2       |
| Wydad Casablanca         | 3:1             | ASEC Ndiambour         | 1:1      | 2:0       |
| MO Constantine           | 1:1 (4:5 i. E.) | Africa Sports National | 1:0      | 0:1       |
| Katsina United FC        | 1 w/o 1         | Ajax Cape Town         | 2:2      | —         |
| Cotonsport Garoua        | 4:2             | SM Sanga Balende       | 2:0      | 2:2       |
| Ferroviário Maputo       | 4:0             | Green Mamba FC         | 2:0      | 2:0       |
| JS Kabylie               | 2:1             | Ethio Electric SC      | 2:0      | 0:1       |
| Étoile Sportive du Sahel | (a)4:4(a)       | Oserian Fastac FC      | 2:0      | 2:4       |

Anmerkungen

## Viertelfinale
Die Hinspiele wurden vom 9. bis zum 16. September, die Rückspiele am 23. September 2001 ausgetragen.
|                          | Gesamt |                        | Hinspiel | Rückspiel |
| ------------------------ | ------ | ---------------------- | -------- | --------- |
| Étoile Sportive du Sahel | 3:0    | Ajax Cape Town         | 2:0      | 1:0       |
| Ferroviário Maputo       | 2:3    | Cotonsport Garoua      | 2:2      | 0:1       |
| AshantiGold SC           | 0:2    | Africa Sports National | 0:0      | 0:2       |
| Wydad Casablanca         | 0:3    | JS Kabylie             | 0:1      | 0:2       |

## Halbfinale
Die Hinspiele wurden vom 13. bis zum 14. Oktober, die Rückspiele vom 27. bis zum 28. Oktober 2001 ausgetragen.
|                          | Gesamt    |                   | Hinspiel | Rückspiel |
| ------------------------ | --------- | ----------------- | -------- | --------- |
| Étoile Sportive du Sahel | 3:2       | Cotonsport Garoua | 3:1      | 0:1       |
| Africa Sports National   | (a)3:3(a) | JS Kabylie        | 3:1      | 0:2       |

## Finale

### Hinspiel
| Étoile Sportive du Sahel                                | Étoile Sportive du Sahel | JS Kabylie | JS Kabylie |
| ------------------------------------------------------- | --- | --- | ---------- |
| Étoile Sportive du Sahel                                | \| 10. November 2001 in Sousse (Stade Olympique de Sousse) \| \| Ergebnis: 2:1 (1:1) \|                                                    | \| 10. November 2001 in Sousse (Stade Olympique de Sousse) \| \| Ergebnis: 2:1 (1:1) \|                                                                   | JS Kabylie |
| Étoile Sportive du Sahel                                | Baba – Ghazouani, Mkademi, Sellami, Mekacher, Bargui, Kone, Ghodbane (46. Nelit), Aïdoud (64. Bacha), Keïta, Dini Cheftrainer: Chadly Mlik | Gaouaoui – Raho, Driouèche, Zafour, Meftah, Benhamlat – Belkaïd, Bendahmane (83. Abaci), Boubrit – Dob, Bezzaz (86. Berguigua) Cheftrainer: Kamel Mouassa | JS Kabylie |
| Étoile Sportive du Sahel                                | 1:0 Keïta (14.) 2:1 Keïta (73.) | 1:1 Boubrit (42.) | JS Kabylie |
| Étoile Sportive du Sahel                                | Boubrit (53.), Bezzaz (73.) | | JS Kabylie |
| 10. November 2001 in Sousse (Stade Olympique de Sousse) | | |            |
| Ergebnis: 2:1 (1:1)                                     | | |            |

### Rückspiel
| JS Kabylie                                         | JS Kabylie | Étoile Sportive du Sahel | Étoile Sportive du Sahel |
| -------------------------------------------------- | --- | --- | ------------------------ |
| JS Kabylie                                         | \| 23. November 2001 in Algier (Stade 5 Juillet 1962) \| \| Ergebnis: 1:0 (1:0) \| \| Zuschauer: 80.000 \| \| Schiedsrichter: Kanouté ( Mali) \| | \| 23. November 2001 in Algier (Stade 5 Juillet 1962) \| \| Ergebnis: 1:0 (1:0) \| \| Zuschauer: 80.000 \| \| Schiedsrichter: Kanouté ( Mali) \| | Étoile Sportive du Sahel |
| JS Kabylie                                         | Gaouaoui (70. Bougherara) – Raho, Benhamlat, Driouèche, Zafour – Nazef, Belkaïd, Bendahmane, Abaci – Berguigua, Dob Cheftrainer: Kamel Mouassa   | Baba – Ghazouani, Mkademi, Sellami, Mekacher, Zouaghi – Bargui (66. Dini), Kone, Ghodbane – Keïta, Jaziri Cheftrainer: Chadly Mlik               | Étoile Sportive du Sahel |
| JS Kabylie                                         | 1:0 Zafour (28.) | | Étoile Sportive du Sahel |
| JS Kabylie                                         | Raho (12.), Berguigua (48.) | Bargui (32.), Jaziri (48.) | Étoile Sportive du Sahel |
| JS Kabylie                                         | Keïta (84.) | | Étoile Sportive du Sahel |
| 23. November 2001 in Algier (Stade 5 Juillet 1962) | | |                          |
| Ergebnis: 1:0 (1:0)                                | | |                          |
| Zuschauer: 80.000                                  | | |                          |
| Schiedsrichter: Kanouté ( Mali)                    | | |                          |